# I Stangl

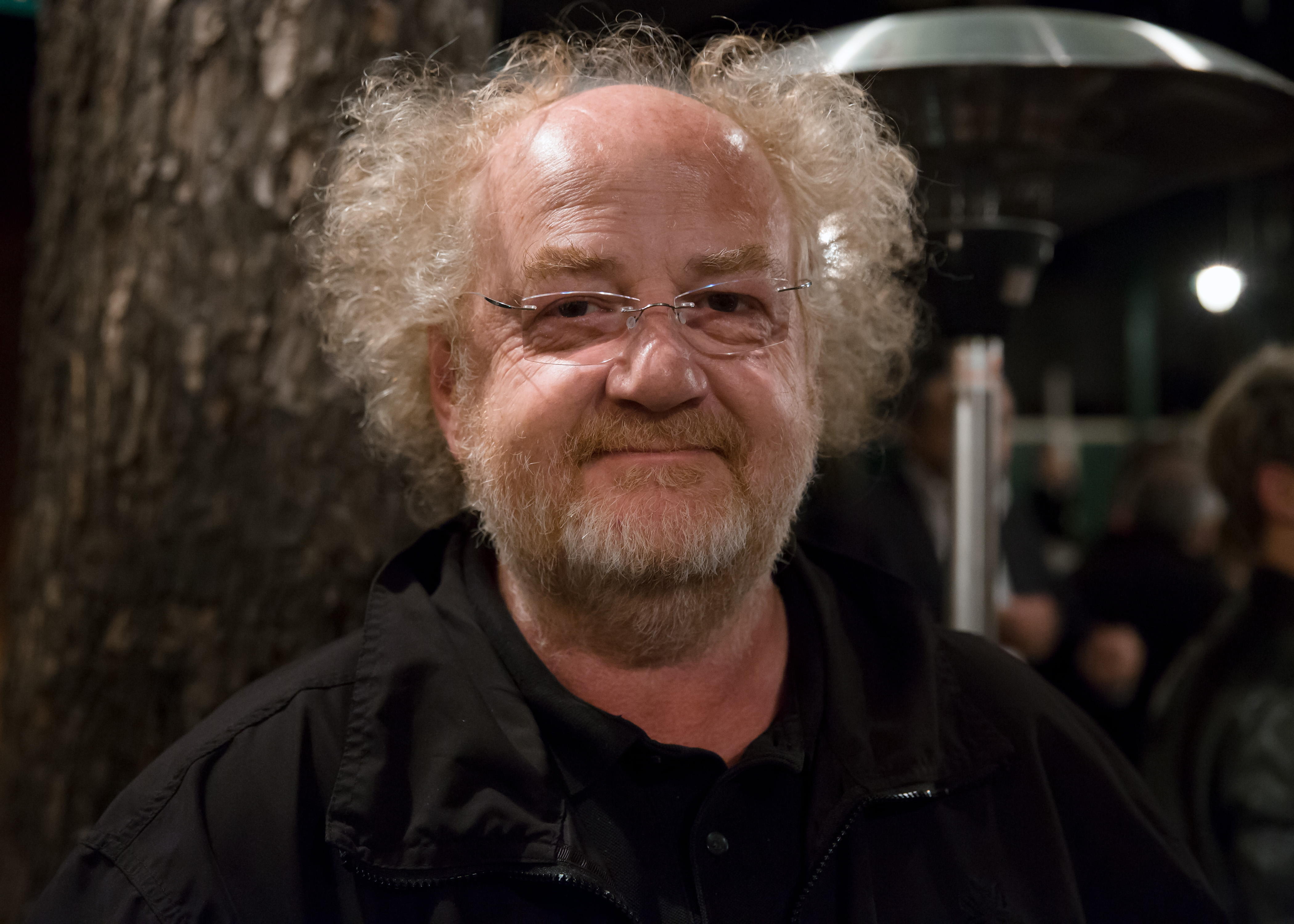
I Stangl (2015)

I Stangl ist der Künstlername des österreichischen Kabarettisten Karl-Ernst Stangl (* 1. März 1954 in Mödling) und bedeutet (seinen eigenen Worten zufolge) im Finnischen kleiner Elch.

## Leben und Wirken

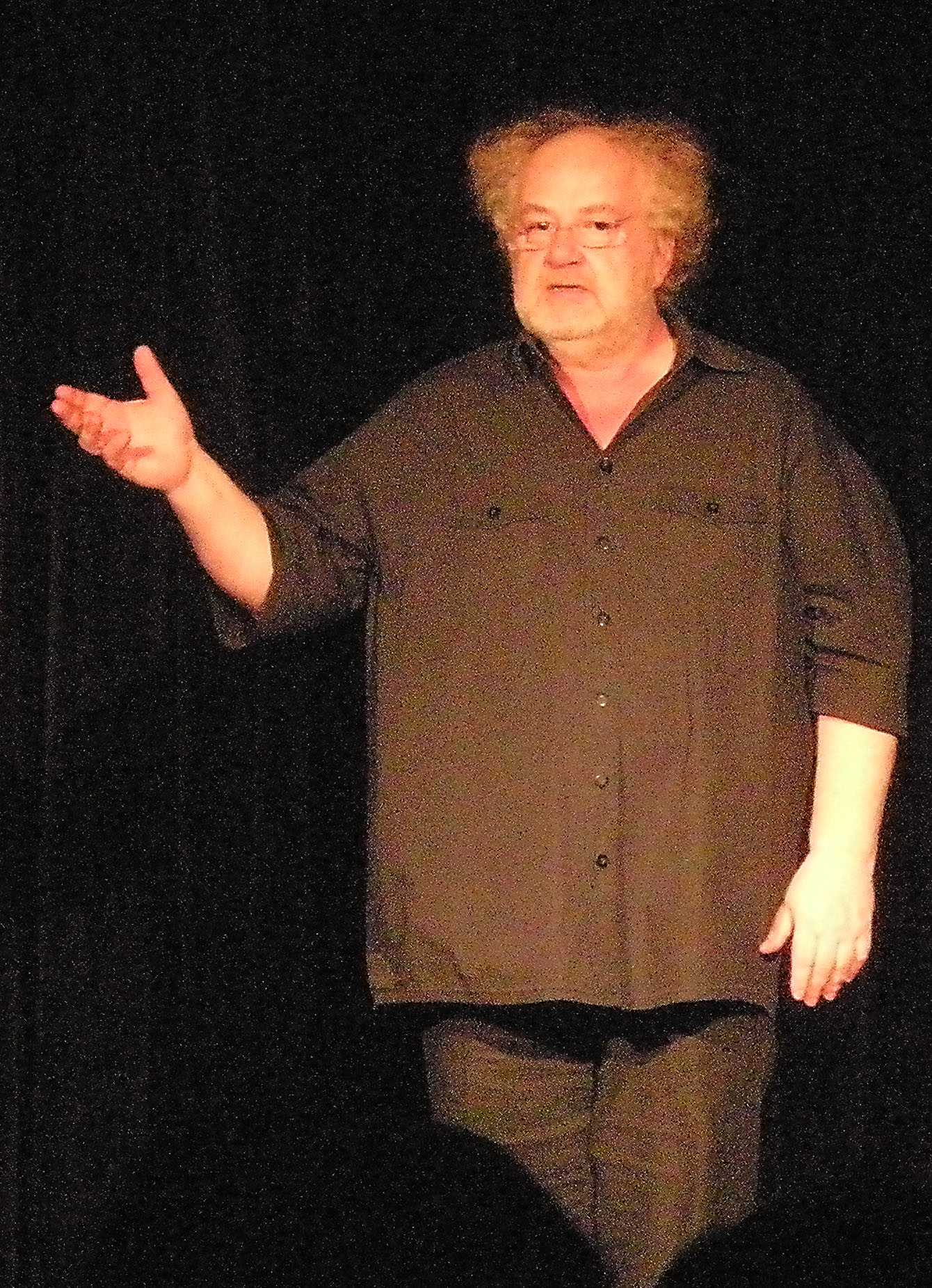
I Stangl (2014)

Stangl wuchs in Hinterbrühl auf und lebte dann in Wien, bis er 1981 wieder nach Hinterbrühl zurückkehrte. Stangl, der aus einer Gastwirtsfamilie stammt, arbeitete nach der Hotelfachschule in der Gastronomie und betätigte sich unter anderem als Vertreter. Dann absolvierte er die Akademie für Sozialarbeit in Wien und arbeitete als Behindertenbetreuer. Nach dem Abschluss der Akademie zog er es nach eigenem Bekunden allerdings vor, „lieber auf direktem Wege Kabarettist zu werden“.
Stangl gründete mit anderen Studenten zuerst Frank Budweiser und die Alufolien. Bald darauf ging er mit dem Ensemble „Meck Tonald's Spießburger Casparét“ auf Tournee. Ab 1981 spielte er überwiegend Solo-Programme, die praktisch alle in Zusammenarbeit mit seinem Co-Autor Hannes Vogler entstanden sind. Dazu zählten nummernkabarettistisch gestaltete Abende wie „Doktor Macher & Mister Soft“, „Denken ist kein Schicksal!“ und „GNIF – Garantiert nicht im Fernsehen“. Mit diesem Ansatz stand Stangl Anfang der 1980er Jahre neben Andreas Vitasek gewissermaßen in der zweiten Reihe des neuen Aufschwungs im österreichischen Kabarett, der 1974 mit dem Kabarett Keif (Erich Demmer, Lukas Resetarits, Erwin Steinhauer, Wolfgang Teuschl und andere) begonnen hatte.
Am dritten Entwicklungsschub war er selbst auch als Veranstalter beteiligt, indem er von 1991 bis 2001 als Leiter des Kabarett Niedermair in Wien unter anderem Josef Hader, die Gruppe Schlabarett und Karl Ferdinand Kratzl förderte.
Danach nahm er seine etwas ins Stocken geratene Sololaufbahn erfolgreich wieder auf und startete, beginnend mit einer Bearbeitung von Bernhard Ludwigs „Anleitung zur sexuellen Unzufriedenheit“, eine Serie von – wieder mit Hannes Vogler gemeinsam getexteten – Themenprogrammen wie „Selbstbewusst Waschlapp sein!“ (2002), „Warum Frauen besser aussehen und Männer besser fernsehen“ (2004), „Wer kriecht, stolpert nicht“ (2006), „Der Frauenflüsterer“ (2007), „Wir Helden“ (2009), „Es gilt die Ungustlvermutung“ (2011) und „Unter Geiern“ (2012).
Stangl, der in der Szene auch als streitbarer Vertreter für die Interessen der Kabarettbühnen und Künstler gilt, trat damit mehr als zweitausend Mal in Österreich, Deutschland, der Schweiz und in Südtirol auf. Er erhielt den „Österreichischen Kleinkunst Förderungspreis“ (1984) sowie den „Salzburger Stier“ (1993).
Daneben produzierte er zahlreiche Kinder-Musicals und trat immer wieder in Filmen (beispielsweise Müllers Büro und Werner – Beinhart!) sowie am Theater auf (unter anderem „Zappzarapp“ mit Andreas Vitasek, „Warten auf Godot“ mit Vitasek und Karl Ferdinand Kratzl, „Elling“ mit Gregor Seberg).
Stangl betätigt sich auch als Autor und Theaterregisseur.
Gemeinsam mit seinem Co-Autor Hannes Vogler publizierte er zwei Bücher und schrieb und inszenierte zwei Theaterstücke.

## Werke

### Solo-Kabarett-Programme
- Doktor Macher & Mister Soft (1982)
- Qualium und Coca Collaps (1982)
- Denken ist kein Schicksal! (1983)
- Duo für Solo (1984)
- Nonstop Konsens (1986)
- GNIF – Garantiert nicht im Fernsehen (1987)
- Monatsschau I, II, III, IV (1988)
- Wählt Wappler! (1988)
- Die Übergurke (1991)
- Mariandl 3 (1993)
- Furchtbar witzig (1994)
- Radio Kasachstan ist nicht böse (1996, mit Georg „Der Orchester“ Graf)
- Mach’s nochmal, Stangl (1997)
- Männer sind bessere Indianer (1999, mit Hannes Vogler)
- Anleitung zur sexuellen Unzufriedenheit (2000, nach dem gleichnamigen Programm von Bernhard Ludwig)
- Selbstbewusst Waschlapp sein! (2002)
- Warum Frauen besser aussehen und Männer besser fernsehen (2004)
- Wer kriecht, stolpert nicht (2006)
- Winnetou lebt! (2006, mit O. Lendl und Mike Supancic, nach Karl May)
- Der Frauenflüsterer (2007)
- Wir Helden – Born To Be Wild (2009)
- Der Irrtum Mann (2010)
- Es gilt die Ungustlvermutung (2011)
- Unter Geiern – Über Bankster und andere Ganoven (2012)
- In Mama war es doch am schönsten (2014)
- Habe fertig (2016)

### Theaterstücke
- Zappzarapp (mit Andreas Vitasek)
- Pippi Langstrumpf (Musical, als Produzent)
- Papageno & der kleine Mozart (Musical, als Produzent)
- Elling (mit Gregor Seberg)
- Single mit 4 Frauen (Komödie, Autor, gemeinsam mit Hannes Vogler, 2011, UA: TheaterForum Schwechat)
- Hart auf Hart
- Büro Brutal – Eine Komödie (Autor, gemeinsam mit Hannes Vogler, 2013, zugleich Regisseur der UA: AK-Oberösterreich, Linz und TheaterForum, Schwechat)
- Der Revisor (Sommerspiele Perchtoldsdorf, als Bobtschinski)

### Filme
- Müllers Büro
- Hinterholz 8
- Werner – Beinhart!
- Exit II
- Muttertag
- Kaisermühlen Blues
- Helden in Tirol

### Bücher
- mit Hannes Vogler: Endlich Strache – Eine Reportage aus der Zukunft. 2009
- mit Hannes Vogler: Ich, Carlo-Enrico Grassa. Eine sizilianische Biographie. 2011
- mit Hannes Vogler: Ausdensolos. 222 Sager von A bis Z. Mit einem Vorwort von Iris Fink, 2014
- mit Hannes Vogler und Robert Lirsch: GolfZoff, 2016

## Auszeichnungen
- Österreichischer Kleinkunst-Förderpreis 1984
- Salzburger Stier 1993